# Benedetto Pamphilj
Benedetto Pamphilj (Roma, 25 aprile 1653 – Roma, 22 marzo 1730) è stato un cardinale e librettista italiano.

## Carriera ecclesiastica
Pronipote di papa Innocenzo X, nacque a Roma nel 1653 da Camillo Pamphilj che, già cardinale, aveva abbandonato la porpora per sposare Olimpia Aldobrandini.
Gran priore dell'Ordine di San Giovanni di Gerusalemme a Roma dal 1678, papa Innocenzo XI lo innalzò al rango di cardinale diacono della diaconia di Santa Maria in Portico nel concistoro del 1º settembre 1681: optò poi per quella di Sant'Agata in Suburra, in seguito per quelle di San Cesareo in Palatio, Santa Maria in Cosmedin e Santa Maria in Via Lata e fino alla nomina del cardinale Francesco Maria de' Medici è stato il porporato italiano più giovane.
Ordinato sacerdote nel 1684, nell'anno successivo, con breve del 23 marzo di Innocenzo XI, divenne prefetto della Segnatura di grazia. Fu cardinale legato di Bologna dal 1690, cardinale protodiacono dal 1693, arciprete delle basiliche di Santa Maria Maggiore e di San Giovanni in Laterano. Nel 1704 fu nominato bibliotecario della Biblioteca Apostolica Vaticana e archivista dell'Archivio Segreto Vaticano.
Morì il 22 marzo 1730 all'età di 76 anni durante il lunghissimo conclave che elesse poi Clemente XII e fu sepolto nella chiesa di Sant'Agnese in Agone.

## Mecenatismo
Il cardinale Pamphilj rivestì un ruolo di primo piano nella vita culturale e artistica romana del XVII e XVIII secolo, testimoniato anche dall'appartenenza alla prestigiosa accademia dell'Arcadia, con lo pseudonimo di Fenicio Larisseo.
La sua particolare propensione per la musica non si espresse soltanto con la scrittura di numerosi libretti per opere liriche, musicate, in particolare, da Alessandro Scarlatti, ma anche attraverso l'ospitalità e le opportunità che concesse a diversi compositori, quali Arcangelo Corelli, Giovanni Lorenzo Lulier, Alessandro Melani, Antonio Maria Bononcini e Carlo Francesco Cesarini, che mise sotto le sue ali protettrici, finanziandone la pubblicazione delle opere e le esibizioni.
Il suo mecenatismo si manifestò anche in occasione della permanenza romana di Georg Friedrich Händel, con il quale strinse una forte amicizia, che produsse, oltre ad un interessante epistolario, una serie di Cantate dedicate dal musicista al cardinale, fra le quali il celebre Il trionfo del tempo e del disinganno, che, scritto dall'uno e musicato dall'altro, venne eseguito nel 1707.
Sotto di lui prese forma la grande collezione del gruppo della pittura fiamminga della Galleria Doria Pamphilj, per l'interno della quale fece progettare (da Carlo Fontana) e poi realizzare la Cappella.

## Opere letterarie: testi per musica

### Drammi per musica
- Santa Dimna figlia del re d'Irlanda, Roma, Palazzo Pamphilj, 1687; musica di Alessandro Melani (I atto), Bernardo Pasquini (II atto), Alessandro Scarlatti (III atto)
- L'innocenza difesa dall'inganno o Santa Genuinda, Roma, Palazzo Pamphili, 1694; musica di Carlo Francesco Cesarini, Giovanni Lorenzo Lulier e Alessandro Scarlatti

### Oratori
- Sant'Agnese, a cinque voci con strumenti, Roma, oratorio di S. Maria in Vallicella, 1677; musica di Bernardo Pasquini.
- Il sacrificio d'Abel. Oratorio a cinque voci con strumenti, Roma, oratorio di S. Maria in Vallicella, 1678; musica di Alessandro Melani.
- Il trionfo della grazia ovvero La conversione della Maddalena, a tre voci con strumenti, Roma, Seminario Romano, 1685; musica di Alessandro Scarlatti.
- Santa Vittoria, a quattro voci, Roma, Seminario romano, 1685, musica di Giovanni Lorenzo Lulier
- S. Maria Maddalena de' Pazzi, a quattro voci, Roma, Palazzo Pamphilj, 1687; musica di Giovanni Lorenzo Lulier
- Ismaele soccorso dall'angelo, Roma, Collegio Clementino, 1695; musica di Carlo Francesco Cesarini.
- Il trionfo del tempo e del disinganno, Roma, 1707; musica di Georg Friedrich Händel; altra versione: Il trionfo del Tempo nella Bellezza ravveduta, Roma, Collegio Clementino, 1725; musica di Carlo Francesco Cesarini.
- San Vincislao, Roma, 1707; musica di Carlo Francesco Cesarini.
- Il figliuol prodigo, a cinque voci con strumenti; musica di Carlo Francesco Cesarini, Roma, oratorio di S. Maria in Vallicella, 1708.

### Cantate
- Erminia in riva al Giordano. Cantata a 4 [voci] con stromenti; musica di Bernardo Pasquini
- Achille in Sciro. Accademia per musica, a cinque voci e strumenti; musica di Antonio Masini
- Narciso al fonte ("Il nemico d'amore"), per soprano e basso continuo; musica di Bernardo Pasquini
- Hendel, non può mia musa,per soprano e basso continuo; musica di Georg Friedrich Händel HWV 117.
- Fetonte, e non ti basta,per soprano e basso continuo; musica di Carlo Francesco Cesarini.
- Penso di non mirarvi, per soprano e basso continuo; musica di Carlo Francesco Cesarini.
- La gelosia ("Filli, no'l niego, io dissi"),per soprano, 2 violini e basso continuo; musica di Carlo Francesco Cesarini.
- Oh dell'Adria reina, cantata per soprano, 2 violini e basso continuo; musica di Carlo Francesco Cesarini.

## Ascendenza
|                                                                                    |                                                        |                                  | Genitori                           |  |  | Nonni |  |  | Bisnonni         |  |  | Trisnonni          |  |
|                                                                                    |                                                        |                                  |                                    |  |  |       |  |  | Camillo Pamphili |  |  | Pamphilio Pamphili |  |
|                                                                                    |                                                        |                                  |                                    |  |  |       |  |  | Camillo Pamphili |  |  | Pamphilio Pamphili |  |
|                                                                                    |                                                        | Orazia Mattei                    |                                    |  |  |       |  |  | Camillo Pamphili |  |  |                    |  |
| Pamphilio Pamphili                                                                 |                                                        |                                  |                                    |  |  |       |  |  | Camillo Pamphili |  |  |                    |  |
|                                                                                    |                                                        | Flaminia Cancellieri del Bufalo  | Fulvio Cancellieri del Bufalo      |  |  |       |  |  |                  |  |  |                    |  |
|                                                                                    |                                                        | Flaminia Cancellieri del Bufalo  | Fulvio Cancellieri del Bufalo      |  |  |       |  |  |                  |  |  |                    |  |
|                                                                                    |                                                        | Flaminia Cancellieri del Bufalo  | Antonia Serlupi                    |  |  |       |  |  |                  |  |  |                    |  |
| Camillo Francesco Maria Pamphili, I principe di San Martino al Cimino e Valmontone |                                                        | Flaminia Cancellieri del Bufalo  |                                    |  |  |       |  |  |                  |  |  |                    |  |
|                                                                                    |                                                        | Sforza Maidalchini               | Andrea Maidalchini                 |  |  |       |  |  |                  |  |  |                    |  |
|                                                                                    |                                                        | Sforza Maidalchini               | Andrea Maidalchini                 |  |  |       |  |  |                  |  |  |                    |  |
|                                                                                    |                                                        | Sforza Maidalchini               | …                                  |  |  |       |  |  |                  |  |  |                    |  |
| Olimpia Maidalchini                                                                |                                                        | Sforza Maidalchini               |                                    |  |  |       |  |  |                  |  |  |                    |  |
|                                                                                    |                                                        | Vittoria Gualtiero               | Giulio Gualtiero                   |  |  |       |  |  |                  |  |  |                    |  |
|                                                                                    |                                                        | Vittoria Gualtiero               | Giulio Gualtiero                   |  |  |       |  |  |                  |  |  |                    |  |
|                                                                                    |                                                        | Vittoria Gualtiero               | Giulia Gherardi                    |  |  |       |  |  |                  |  |  |                    |  |
| Benedetto Pamphilj                                                                 |                                                        | Vittoria Gualtiero               |                                    |  |  |       |  |  |                  |  |  |                    |  |
|                                                                                    | Giovanni Francesco Aldobrandini, I principe di Meldola | Giorgio Aldobrandini             |                                    |  |  |       |  |  |                  |  |  |                    |  |
|                                                                                    | Giovanni Francesco Aldobrandini, I principe di Meldola | Giorgio Aldobrandini             |                                    |  |  |       |  |  |                  |  |  |                    |  |
|                                                                                    | Giovanni Francesco Aldobrandini, I principe di Meldola | Margherita dal Corno             |                                    |  |  |       |  |  |                  |  |  |                    |  |
| Giorgio Aldobrandini, II principe di Meldola                                       | Giovanni Francesco Aldobrandini, I principe di Meldola |                                  |                                    |  |  |       |  |  |                  |  |  |                    |  |
|                                                                                    |                                                        | Olimpia Aldobrandini             | Pietro Aldobrandini                |  |  |       |  |  |                  |  |  |                    |  |
|                                                                                    |                                                        | Olimpia Aldobrandini             | Pietro Aldobrandini                |  |  |       |  |  |                  |  |  |                    |  |
|                                                                                    |                                                        | Olimpia Aldobrandini             | Flaminia Ferracci                  |  |  |       |  |  |                  |  |  |                    |  |
| Olimpia Aldobrandini                                                               |                                                        | Olimpia Aldobrandini             |                                    |  |  |       |  |  |                  |  |  |                    |  |
|                                                                                    |                                                        | Orazio Ludovisi, I duca di Fiano | Pompeo Ludovisi, conte di Samoggia |  |  |       |  |  |                  |  |  |                    |  |
|                                                                                    |                                                        | Orazio Ludovisi, I duca di Fiano | Pompeo Ludovisi, conte di Samoggia |  |  |       |  |  |                  |  |  |                    |  |
|                                                                                    |                                                        | Orazio Ludovisi, I duca di Fiano | Camilla Bianchini                  |  |  |       |  |  |                  |  |  |                    |  |
| Ippolita Ludovisi                                                                  |                                                        | Orazio Ludovisi, I duca di Fiano |                                    |  |  |       |  |  |                  |  |  |                    |  |
|                                                                                    |                                                        | Lavinia Albergati                | Fabio Albergati                    |  |  |       |  |  |                  |  |  |                    |  |
|                                                                                    |                                                        | Lavinia Albergati                | Fabio Albergati                    |  |  |       |  |  |                  |  |  |                    |  |
|                                                                                    |                                                        | Lavinia Albergati                | Flaminia Bentivoglio               |  |  |       |  |  |                  |  |  |                    |  |
|                                                                                    |                                                        | Lavinia Albergati                |                                    |  |  |       |  |  |                  |  |  |                    |  |